# Delma inornata
Espèce
Delma inornata est une espèce de geckos de la famille des Pygopodidae.

## Répartition
Cette espèce est endémique d'Australie. Elle se rencontre dans le Queensland, en Australie-Méridionale, au Victoria et en Nouvelle-Galles du Sud.

## Publication originale
- Kluge, 1974 : A taxonomic revision of the lizard family Pygopodidae. Miscellaneous Publications, Museum of Zoology, University of Michigan, no 147, p. 1-221 (texte intégral).